# Kiewer Brief

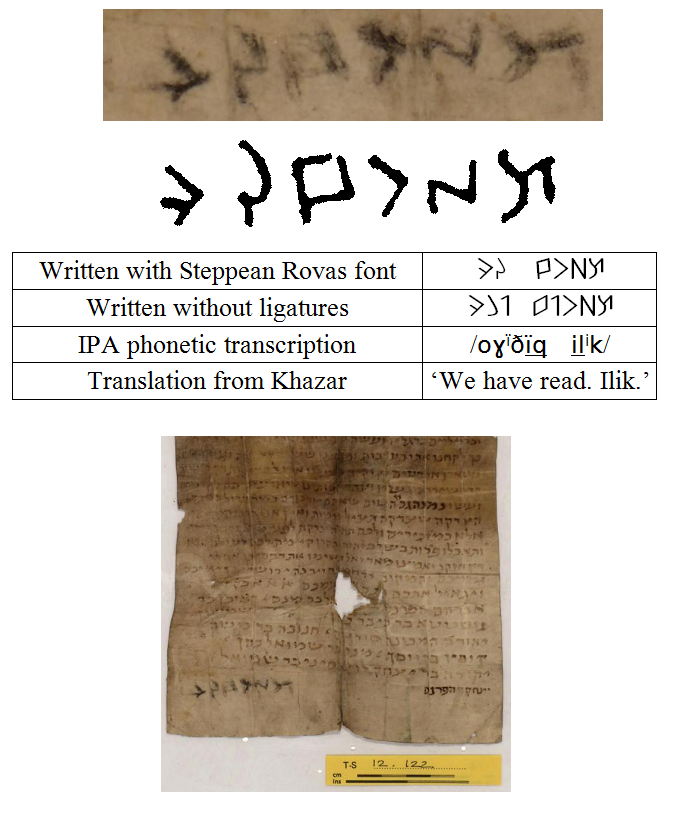
Kiewer Brief und turksprachiger Zusatz

Der Kiewer Brief ist ein hebräischer Text, der wahrscheinlich aus dem 10. Jahrhundert stammt. Er ist einer der ältesten erhaltenen Texte der Kiewer Rus.

## Brief

### Inhalt
Die jüdische Gemeinde in Kiew bittet Mitglieder anderer Gemeinden um eine bestimmte Geldsumme. Sie will ein Mitglied der Gemeinde freikaufen, das zum Tode verurteilt wurde wegen nicht bezahlter Schulden.

### Personen
Es folgen neun Personennamen – einige turkisch, einer slawisch.
Am Ende stehen 6 Zeichen in einer Turksprache, möglicherweise Chasarisch.

### Historischer Hintergrund
Östlich der Rus bestand das turkstämmige Reich der Chasaren. Diese hatte im 8. oder 9. Jahrhundert die jüdische Religion angenommen.
Die jüdische Gemeinde in Kiew hatte offensichtlich chasarische Mitglieder.

## Bedeutung
Der Brief ist in verschiedener Hinsicht bemerkenswert:
- Es ist der älteste Hinweis auf eine jüdische Gemeinde in Kiew und der Rus.
- Es ist möglicherweise die erste erhaltene schriftliche Erwähnung von Kiew.
- Der Brief enthält wahrscheinlich die einzigen bekannten Schriftzüge in chasarischer Sprache.
- Der Text enthält Informationen über Rechtspraktiken in der frühen Kiewer Rus.

## Manuskript
Die Pergamenthandschrift gehörte zu einer riesigen Sammlung von Dokumenten, die 1896 von Solomon Schechter in der Kairoer Geniza in der Ben-Esra-Synagoge zu Fustāt in der Altstadt von Kairo aufgefunden wurde. Sie wurde 1962 von Norman Golb, Professor an der Chicago University entdeckt.
Heute liegt sie in der Universitätsbibliothek Cambridge, Sigle T-S 12.122.